# Atesta mediana
Atesta mediana är en skalbaggsart som beskrevs av Wang 1993. Atesta mediana ingår i släktet Atesta och familjen långhorningar. Inga underarter finns listade.